# زنبق سرماری
زنبق سرماری (نام علمی: Iris tuberosa) نام یک گونه از سرده زنبق است.